# Philippe Séguin
Philippe Séguin (21 de abril de 1943 - 7 de janeiro de 2010) foi um político francês que foi Presidente da Assembleia Nacional Francesa entre 1993 e 1997 e presidente da Cour des comptes (Tribunal de Contas Financeiras), da França de 2004 a 2010.